# Honen Macuri
Hónen macuri  je japonski praznik rodnosti in rodovitnosti, ki ga obeležujejo vsako leto 15. marca. Najbolj znano je praznovanje v šintoističnem templju Tagata pri mestu Komaki severno od Nagoje. Ker je simbol praznika falus, ga poimenujejo tudi penisov dan.
Honen pomeni uspešno in rodovitno leto, polno obilja; macuri pa praznik. Zato je praznovanje tudi priprošnja za dobro letino oziroma žetev.
Na praznik šintoistični duhovniki igrajo različne instrumente, v sprevodu pa nosijo 280-kilogramski in poltretji meter dolg leseni falus.